# Крафорд, Юсефин
Юсефин Крафорд (швед. Josefin Crafoord; род. 5 апреля 1973) — ведущая на шведском телевидении и радио.

## Карьера

### Радиовещание
В 2007 году вела шоу VAKNA! med The Voice на шведской радиостанции «The Voice Hiphop & RnB Sweden» вместе с Яковом Эквистом и Полом Хауккой. Данное шоу транслируется каждую пятницу на 5 шведском канале. Перед запуском VAKNA! med The Voice, Юсефин работала на «Sveriges Radio P3».

### Телевидение
В 1990-х годах началась телевизионная карьера Юсефин на шведском музыкальном канале ZTV, где показывала разные музыкальные клипы.
В 1998 году она обратилась к TV3 (платному каналу), чтобы устроить телешоу Silikon с Гри Форселлом.
В 2005 году она стала диктором на TV4 и основателем шведской версии шоу Paradise Hotel.
В 2006 году Юсефин вернулась на TV3 в качестве ведущего шоу знакомств Fling; но данное шоу оказалось провалом.
В 2007 году она перешла на TV400; где создала с Эриком Экстрандом новую шведскую развлекательную программу Snyggast i klassen.

### Участие в шоу
Юсефин была одной из участниц шведской версии «Танцев на льду», которая вышла в эфир на ТВ4 осенью 2008 года. Она никогда не каталась на коньках до того, как согласилась появиться в шоу.